# Tapio Palva
Erkki Tapio Palva, född 7 juni 1947 i Helsingfors, är en finländsk  genetiker.
Palva blev filosofie doktor 1979. Han var 1985–1996 professor i molekylär genetik vid Sveriges lantbruksuniversitet och blev 1996 professor i genetik vid Helsingfors universitet; akademiprofessor 1999–2004. Hans forskning gäller särskilt molekylära mekanismer som ger växter förmåga att tåla och acklimatisera sig till miljöstressfaktorer (såsom köld och torka) och försvara sig mot patogener. Han har vidare ett speciellt intresse för växtbioteknik och har aktivt arbetat för införandet av genomiska och metabolomiska metoder. År 1997 utnämndes han till ledamot av Finska Vetenskapsakademien.